# Tatort: Mein ist die Rache
Mein ist die Rache ist ein österreichischer Fernsehkrimi aus dem Jahr 1996. Das Drehbuch schrieben Tom-Dariusch Allahyari und Houchang Allahyari, letzterer führte auch Regie. Es war die insgesamt 338. Tatort-Folge und der einzige Fall von Oberinspektor Max Becker (Klaus Wildbolz) als Hauptermittler, der allerdings auf das Assistententeam seines Vorgängers Fichtl zurückgreifen konnte. Becker und sein Team haben es mit dem Tod einer Häftlingstherapeutin und der Vorverurteilung des scheinbaren, vorbestraften Täters durch die Öffentlichkeit zu tun.

## Handlung
Der junge Walter Sedlak hat aufgrund seines teuren Lebenswandels Schulden bei Leuten in der Unterwelt. Als er von diesen zusammengeschlagen wird und das Ultimatum erhält, bis zum nächsten Tag die Schulden zu begleichen, sieht er keinen anderen Ausweg, als das Geld durch einen Einbruch aufzutreiben. Er beobachtet zufällig das Ehepaar Novotny, wie dieses gerade ihr Haus verlässt. Als er einbricht, muss er feststellen, dass die sechsjährige Tochter des Ehepaares, Michaela,  allein zu Hause ist. Durch die Geräusche wachgeworden, spricht sie Sedlak an. Gerade, als dieser die Kleine beruhigen und ins Bett zurückschicken will, kommt Herbert Novotny nach Hause. Novotny, der Oberinspektor bei der Polizei ist, zieht seine Dienstwaffe, Sedlak nimmt Michaela als Geisel und will das Haus verlassen. Als er das Mädchen freilässt, um aus dem Haus zu fliehen, schießt Novotny ihn an, im Umdrehen erschießt Sedlak versehentlich Michaela, die ihm unbemerkt ins Schussfeld gelaufen war. Sedlak wird festgenommen, zehn Jahre später ist er im offenen Vollzug und geht einer Arbeit nach. Seine Therapeutin Silvia Taschner, zu der er kein gutes Verhältnis hat, teilt Sedlak mit, dass er vorzeitig entlassen werden soll.
Kurz darauf wird Silvia ermordet aufgefunden, ihr Freund Markus Stueck sagt Oberinspektor Max Becker und Inspektor Hollocher gegenüber aus, dass er seine Freundin bei einem Überraschungsbesuch während der Mittagspause tot aufgefunden habe, die Wohnungstür habe offen gestanden. Stueck gibt an, während der Tatzeit bei der Arbeit gewesen zu sein, seine Freundin habe Besuch von einem ihrer auf Freigang befindlichen Kunden erwartet. Becker und Inspektor Lou Hareter suchen die JVA auf und befragen dort die Freigänger. Unter ihnen entdeckt Becker Sedlak, den er vor zehn Jahren im Haus seines besten Freundes Novotny nach der für Michaela tödlichen Schießerei festgenommen hatte. Sedlak präsentiert ihm ein Alibi, doch Hareter findet heraus, dass Sedlak am Vortag eine Auseinandersetzung mit Taschner hatte. Hareter und Hollocher überprüfen das Alibi und erfahren dabei, dass Sedlak in der Werkstatt, in der er während seines Freiganges arbeitet, stets das Frühstück holte, somit hätte er den Mord begehen können. Becker und Hofrat Putner glauben daher an eine Täterschaft Sedlaks, der offensichtlich in Taschner verliebt war, während Hollocher und Hareter zweifeln. Becker nimmt nach längerer Zeit wieder Kontakt zu seinem Freund Novotny auf, der mittlerweile als Privatdetektiv arbeitet, dieser bietet Becker seine Hilfe zur Lösung des Falls an. Trotz der Bedenken Hollochers und Hareters stimmt Hofrat Putner zu, dass Novotny den Lebensgefährten von Taschner unter die Lupe nimmt. Dieser findet heraus, dass Stueck noch andere Frauen hatte, zudem ist er wegen Betrugs vorbestraft und verkauft nunmehr Versicherungen.
Ein am Tatort gefundenes Haar kann Sedlak zugeordnet werden, Becker und Novotny sind dadurch noch mehr von der Täterschaft Sedlaks überzeugt. Die Beamten sehen sich die Wohnung Taschners mit Novotny gemeinsam noch einmal an und finden einen Blutfleck, auch dieser kann Sedlak zugeordnet werden. Daraufhin sehen alle bis auf Hollocher, der Stueck weiterhin für verdächtig hält, den Fall als gelöst an. Während Sedlak Hareter gegenüber seine Unschuld beteuert, befragt Hollocher die alte Nachbarin Taschners, diese sagt aus, dass sie Novotny zuvor schon einmal im Haus gesehen hatte. Unterdessen erfährt Sedlak, dass er, nicht zuletzt aufgrund der Vorverurteilungen der Boulevard-Presse, in seine alte Haftanstalt zurückverlegt werden soll, in der er zuvor als „Kindermörder“ ein Martyrium durchmachen musste. Verzweifelt flieht er aus der Haftanstalt und geht voller Schuldgefühle an das Grab der kleinen Michaela. Novotny sieht sich unterdessen in Sedlaks Täterschaft bestätigt. Hareter wird durch Hollochers neuestes Ermittlungsergebnis hellhörig und findet heraus, dass Novotny einer bibelfesten Gruppierung angehört, die offensichtlich die Rache an Straftätern als Ziel verfolgt. Während Hollocher herausfindet, dass Fingerabdrücke am Tatort nun doch auf Sedlak als Mörder Taschners hindeuten, taucht Sedlak zu Hause bei Hareter auf, der er vertraut, und beteuert seine Unschuld am Tod Taschners. Als Hareter gerade auf Sedlak einredet, dass dieser sich stellen müsse, klingelt Hollocher an der Tür, um ihr von den Fingerabdrücken zu berichten. Sedlak nimmt Hareters Waffe an sich und flieht, Hollocher verfolgt ihn. Von diesem und der eingetroffenen Verstärkung in die Enge getrieben, setzt Sedlak seinem Leben schließlich ein Ende. Hareter, die sich von Dr. Putner schwere Vorwürfe anhören muss und beurlaubt wird, sowie Hollocher zweifeln weiterhin an der Täterschaft Sedlaks und halten es für möglich, dass jemand dessen Spuren in Taschners Wohnung gelegt haben könnte.
Der Arzt der JVA meldet sich bei Becker und sagt aus, dass dort niemals eine Blutprobe von Sedlak genommen wurde, wohl aber vom Spital während einer Blinddarm-OP. Hollocher findet unterdessen heraus, dass bei Sedlaks Friseur kürzlich nach Sedlak Novotny aufgetaucht war. Als Becker das Spital aufsucht, trifft er dort im Labor auf eine Bekannte Novotnys, die auch Mitglied seiner Gruppe ist. Somit steht für beide unabhängig voneinander fest, dass Novotny die Spuren zu Sedlak manipuliert hatte. Hareter sucht am Abend Novotny auf, dieser gibt auf ihren Vorhalt unumwunden zu, dass er Silvia Taschner ermordet hat, da er sich in seinem christlichen Eifer eingeredet hat, dass auch die Helfer von Verbrechern selbst Verbrecher sind und bestraft werden müssen, auch Hareter habe Sedlak geholfen. Hareter zieht ihre Waffe, wird aber von Novotny mithilfe seiner Mitstreiterin aus dem Spital entwaffnet. Becker und Hollocher finden unterdessen heraus, dass Hareter eigenmächtig zu Novotny gefahren ist, die beiden eilen zu dessen Haus. Als Becker dort eintrifft, fährt Novotny mit Hareter gerade davon, Becker, Hollocher und Verstärkung verfolgen Novotnys Wagen bis zu einem Güterbahnhof. Novotny fordert von seinem Freund Becker freien Abzug, als er die anderen Beamten bemerkt, will er Hareter erschießen, Becker schießt ihn an. Als er Hareter weiterhin töten will, ist Becker gezwungen, seinen besten  Freund schließlich zu erschießen.

## Einschaltquoten und Hintergrund
Der Tatort Mein ist die Rache erreichte bei seiner Erstausstrahlung in der ARD 5,87 Mio. Zuschauer, was einer Quote von 23,02 % entsprach. Regisseur und Co-Drehbuchautor Houchang Allahyari spielt hier in einem Kurzauftritt den Arzt der JVA. Der spätere Oberinspektor Kant, Wolfgang Hübsch, stellt im einzigen Fall seines unmittelbaren Vorgängers als Hauptermittler den Täter dar.

## Kritik
TV Spielfilm bewertete den Film nur mittelmäßig und kommentierte: „Reise in die Abgründe einer verletzten Seele“.